# Hans-Jürgen Wille
Hans-Jürgen Wille (* 22. Dezember 1930 in Stettin; † 10. August 2004 in Lübeck) war ein deutscher Musikpädagoge, Chorleiter und Kantor an der Lübecker Marienkirche.

## Biografie
Wille besuchte nach dem Zweiten Weltkrieg in Lübeck die Oberschule zum Dom und wurde 1947/48 in erster Stunde als Schüler Mitglied der Lübecker Kantorei, später Lübecker Knabenkantorei, unter ihrem Leiter Georg Goebel. Nach dem Lehramtsstudium in den Fächern Germanistik und Musik an der Universität Hamburg kehrte er 1957 nach Lübeck zurück, wo er bis zu seiner Pensionierung 1994 am Johanneum zu Lübeck tätig war. Ab 1988 war er als Studiendirektor Leiter des Musikzweigs dieser Schule.
In der Lübecker Knabenkantorei war er zunächst ab 1955 als rechte Hand des Chorleiters Goebel Chorpräfekt und übernahm von diesem 1961 die Leitung des Chors. Der Chor wurde von der Gemeinde der Lübecker Marienkirche im Jahr 1970 zum Chor dieser Kirche berufen und nannte sich fortan „Lübecker Knabenkantorei an St. Marien“. Gleichzeitig wurde Wille zum Kantor der Marienkirche ernannt. 1999 legte er nach über 600 Konzerten mit der Kantorei das Amt in jüngere Hände seines Nachfolgers Michael D. Müller.
Auslandsreisen des Chors führten unter Wille nach Belgien, Dänemark, Finnland, Großbritannien, Schweden, in die Schweiz sowie in die USA.
Wille wurde für seine Chorarbeit mit der Schleswig-Holstein-Medaille (1983), der Senatsplakette der Hansestadt Lübeck (1986) und im Jahr 2000 durch Bundespräsident Johannes Rau mit dem Bundesverdienstkreuz am Bande geehrt.
Wille war verheiratet mit der Sängerin Erika Wille, geb. Wolffram (1934–2024), die ihm seit 1961 als Stimmbildnerin der Kantorei zur Seite stand.

## Diskografie
- Johann Sebastian Bach: Weihnachtsoratorium, DECCA 1966.
- Weihnachtssingen in St. Marien, 1984.